# 牧島花蓮
牧島花蓮（日语：／*/?，1976年11月1日—），是日本自由民主黨政治人物和代表神奈川县第17区的日本众议院议员。

## 生平
牧岛出生于神奈川县的横须贺。她曾獲得国际基督教大学学士和博士学位，在喬治·華盛頓大學获得硕士学位。2021年10月，她在岸田內閣中担任数字化大臣（数字相）。
2009年，牧島參加第45屆日本眾議院議員總選舉，選區為神奈川县第17区，但输给了日本民主党候选人神山洋介。2012年，在第46屆日本眾議院議員總選舉上，牧島击败神山進入眾議院。